# Saturn (fusée)

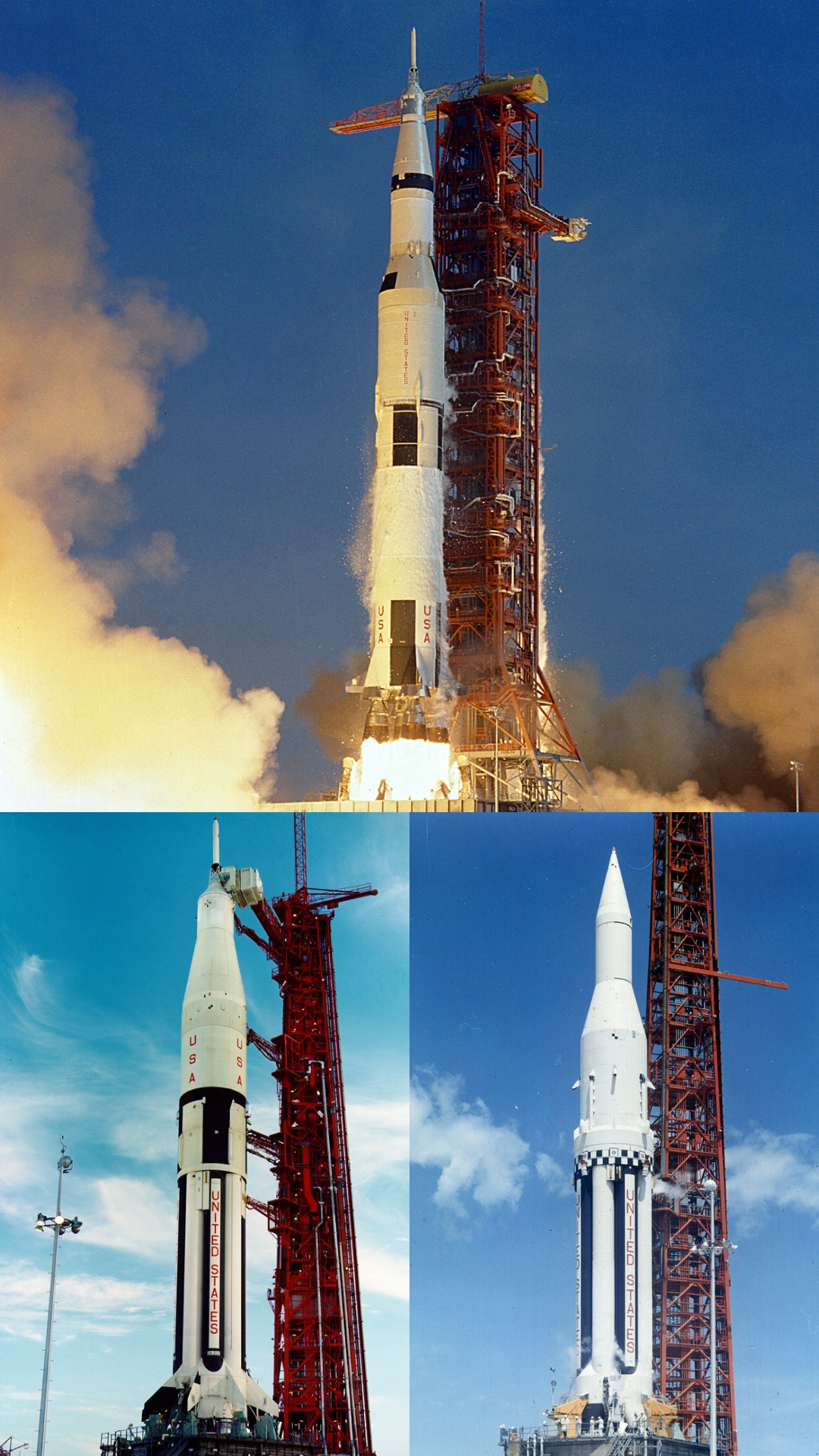
Saturn V (en haut), Saturn IB (à gauche) et Saturn I (à droite).

Saturn est une famille de lanceurs américains développée par la NASA dans les années 1960 pour le programme Apollo. Elle comprend le lanceur Saturn V développé pour permettre le lancement de l'expédition lunaire et capable de placer 140 tonnes en orbite basse et 47 tonnes en orbite lunaire , ce sont les fusées Saturn I et Saturn IB qui ont permis la mise au point par étapes de la fusée géante.
Les premières réflexions sur un programme de lanceur lourd américain démarrent en 1957 au sein de l'équipe d'ingénieurs supervisés par Wernher von Braun qui travaille à l'époque pour l'Armée américaine. Le lancement du programme lunaire Apollo entraine la nécessité de disposer d'un lanceur lourd et aboutit à la création de la famille de fusées Saturn. La conception et la mise au point de ces lanceurs est confiée au centre de vol spatial Marshall dirigé par von Braun. Les fusées Saturn ont été tirées 32 fois sans un seul échec dont 13 fois entre 1965 et 1973 pour le modèle le plus puissant.

## Historique du développement

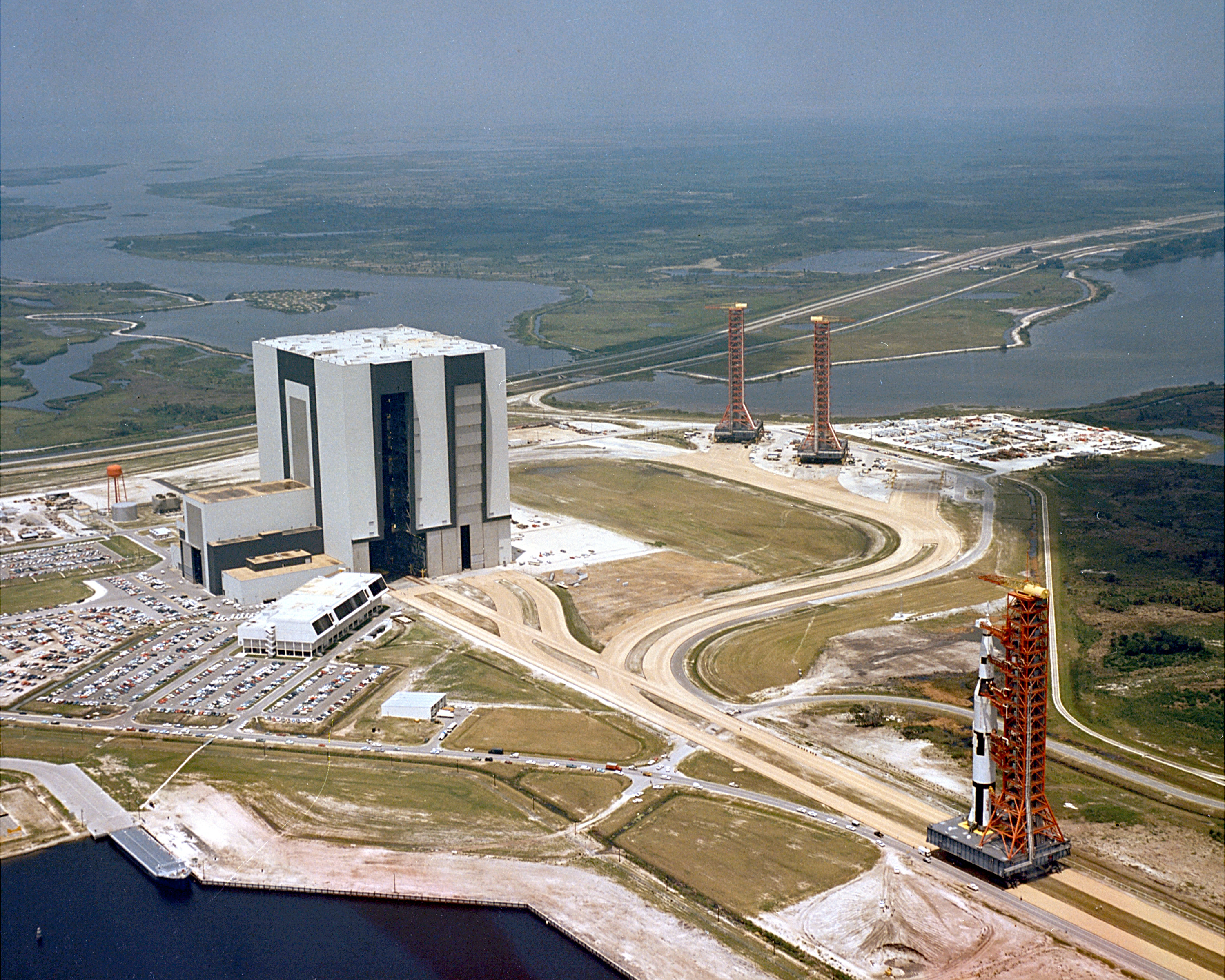
Le bâtiment d'assemblage (VAB) de la fusée Saturn V ; la fusée de 110 mètres de haut en cours de déplacement donne l'échelle.

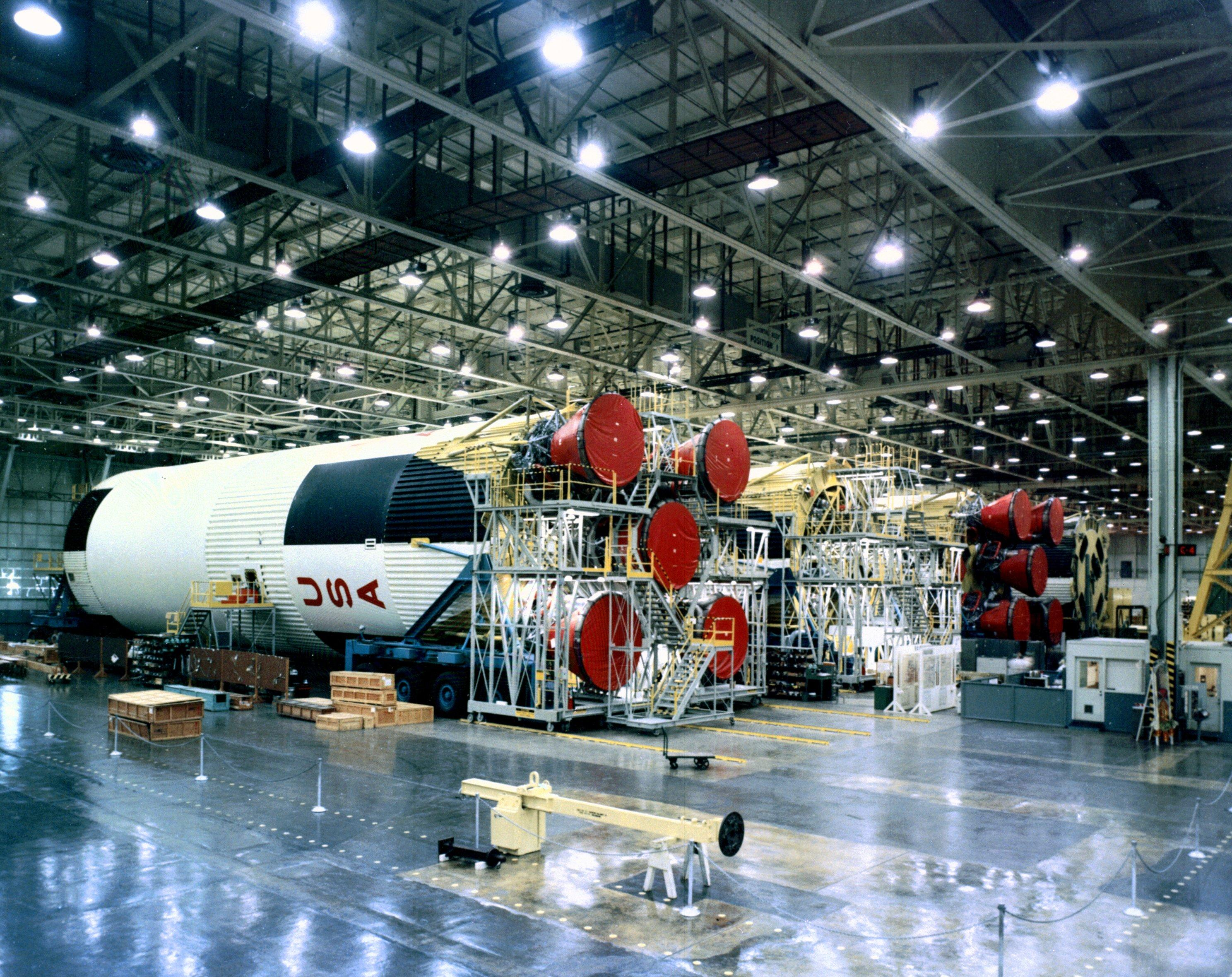
Le premier étage de la fusée Saturn V en cours de construction au centre de Michoud

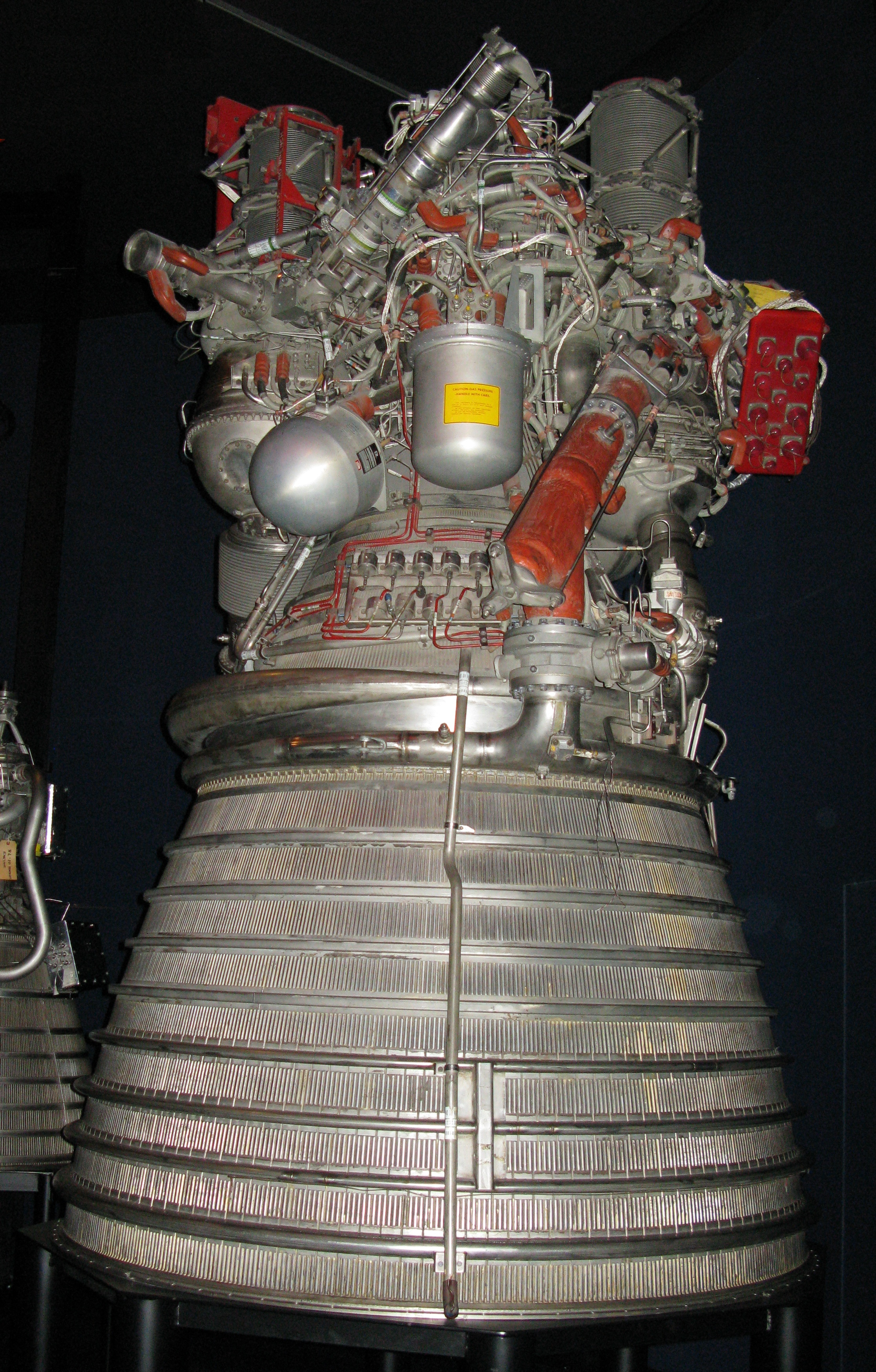
Le moteur cryogénique J2 développé à compter de 1961 pour la propulsion des étages supérieurs de la fusée Saturn.

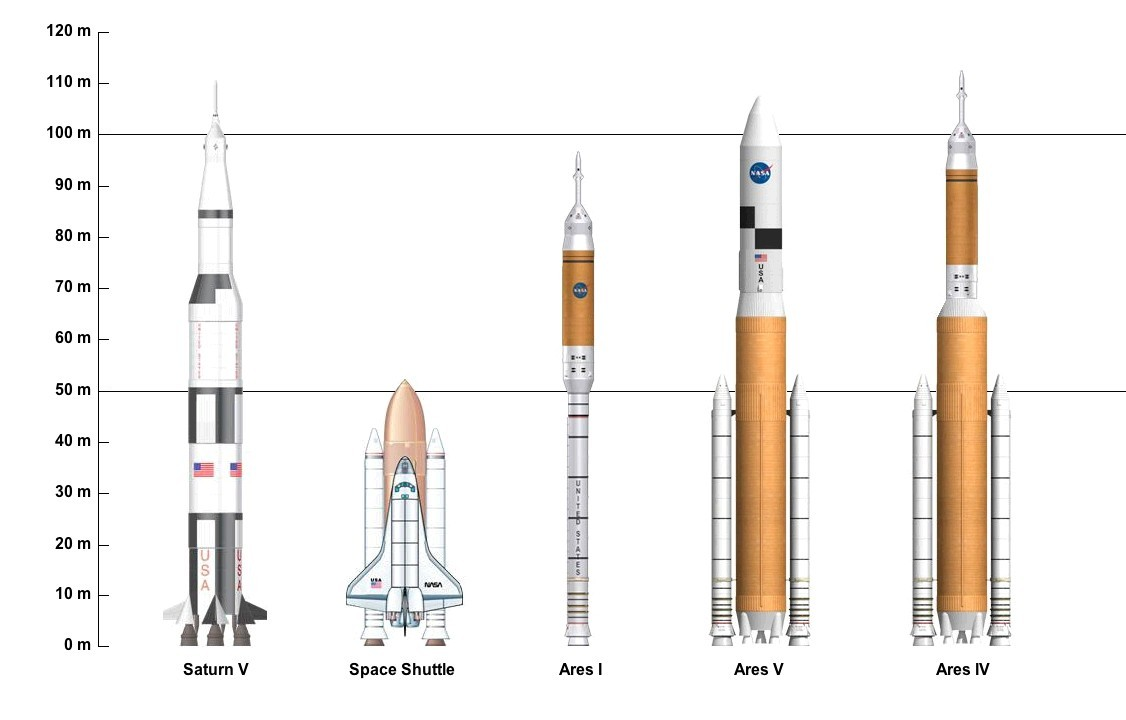
Saturn V comparée à la navette spatiale et aux projets de fusée Ares

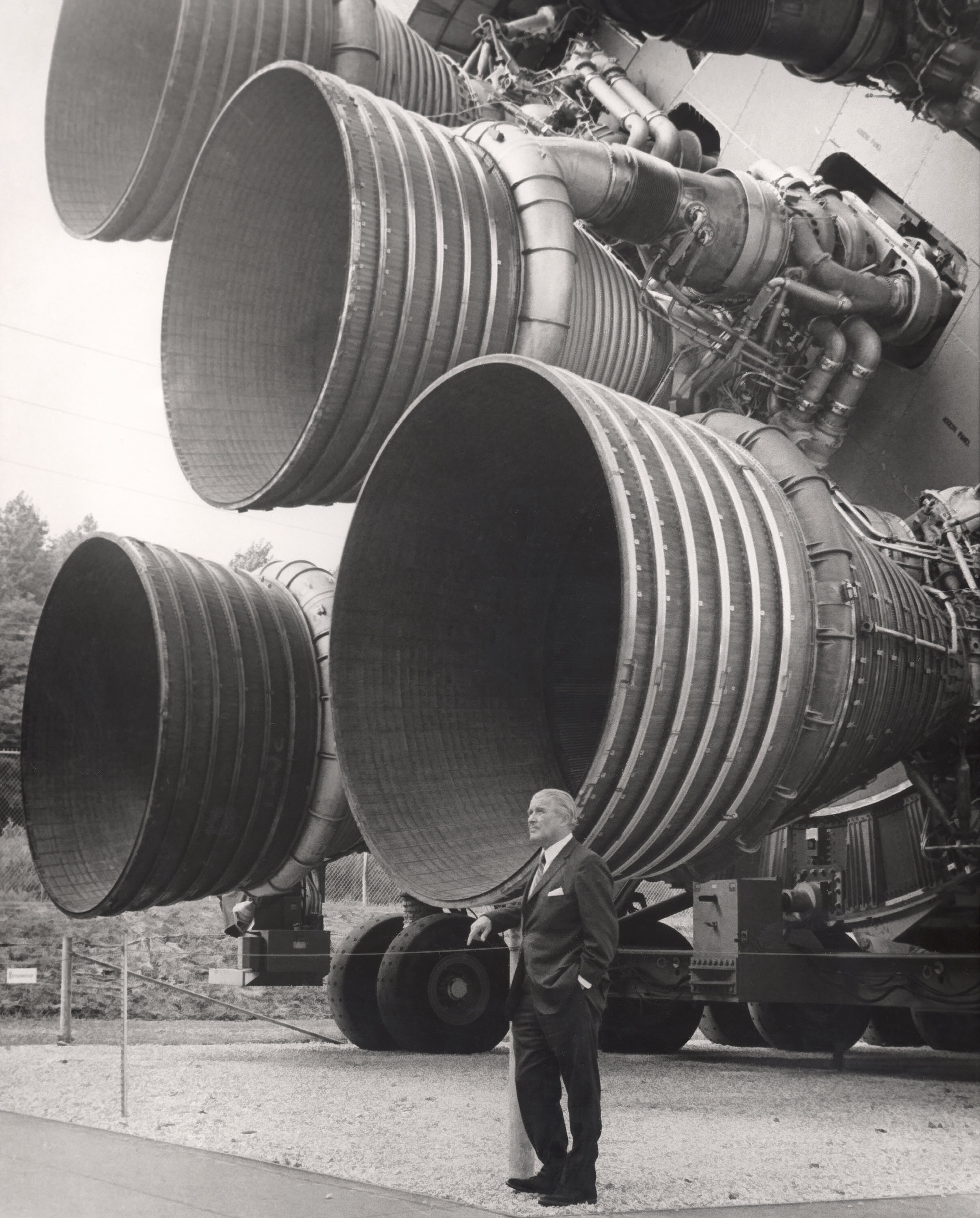
Wernher von Braun devant les tuyères des moteurs du premier étage d'une Saturn V

Trois lanceurs de la famille Saturn sont successivement développés dans le cadre du programme Apollo : Saturn I qui va permettre de confirmer la maîtrise du mélange LOX/LH2, Saturn IB utilisé pour les premiers tests du vaisseau Apollo en orbite terrestre et enfin, le lanceur lourd Saturn V dont les performances exceptionnelles et, jamais dépassées depuis, permettront les missions lunaires.

### Un lanceur lourd pour les satellites militaires
Les débuts de la famille de lanceurs Saturn sont antérieurs au programme Apollo et à la création de la NASA. Début 1957, le département de la Défense (DoD) américain identifie un besoin pour un lanceur lourd permettant de placer en orbite des satellites de reconnaissance et de télécommunications pesant jusqu'à 18 tonnes. À cette époque, les lanceurs américains les plus puissants en cours de développement peuvent tout au plus lancer 1,5 tonne en orbite basse car ils dérivent de missiles balistiques beaucoup plus légers que leurs homologues soviétiques. En 1957, Wernher von Braun et son équipe d'ingénieurs, venus comme lui d'Allemagne, travaillent à la mise au point des missiles Redstone et Jupiter, respectivement de courte et moyenne-portée, au sein de l'Army Ballistic Missile Agency (ABMA), un service de l'Armée de terre situé à Huntsville (Alabama). Cette dernière lui demande de concevoir un lanceur permettant de répondre à la demande du DOD. Von Braun propose un engin, qu'il baptise Super-Jupiter, dont le premier étage, constitué de huit étages Redstone regroupés en fagot autour d'un étage Jupiter, fournit les 680 tonnes de poussée nécessaires pour lancer les satellites lourds. La course à l'espace, qui débute à la fin de 1957, décide le DOD, après examen de projets concurrents, à financer en août 1958 le développement de ce nouveau premier étage rebaptisé Juno V puis finalement Saturn (la planète située au-delà de Jupiter). Le lanceur utilise, à la demande du DOD, 8 moteurs-fusées H-1 simple évolution du propulseur utilisé sur la fusée Jupiter, ce qui doit permettre une mise en service rapide.

### Récupération du projetSaturnpar la NASA
Durant l'été 1958, la NASA, qui vient tout juste d'être créée, identifie le lanceur comme un composant clé de son programme spatial. Mais au début de 1959, le département de la Défense décide d'arrêter ce programme coûteux dont les objectifs sont désormais couverts par d'autres lanceurs en développement. La NASA obtient le transfert en son sein du projet et des équipes de von Braun fin 1959 ; celui-ci est effectif au printemps 1960 et la nouvelle entité de la NASA prend le nom de centre de vol spatial Marshall (George C. Marshall Space Flight Center MSFC).
La question des étages supérieurs du lanceur était jusque-là restée en suspens : l'utilisation d'étages de fusée existants, trop peu puissants et d'un diamètre trop faible, n'était pas satisfaisante. Fin 1959, un comité de la NASA travaille sur l'architecture des futurs lanceurs de la NASA. Son animateur, Abe Silverstein, responsable du centre de recherche Lewis et partisan de la propulsion par des moteurs utilisant le couple hydrogène/oxygène en cours d'expérimentation sur la fusée Atlas-Centaur, réussit à convaincre un von Braun réticent d'en doter les étages supérieurs de la fusée Saturn. Le comité identifie dans son rapport final six configurations de lanceur de puissance croissante (codés A1 à C3) permettant de répondre aux objectifs de la NASA tout en procédant à une mise au point progressive du modèle le plus puissant. Le centre Marshall étudie en parallèle à l'époque un lanceur hors normes capable d'envoyer une mission vers la Lune : cette fusée baptisée Nova, est dotée d'un premier étage fournissant 5 300 tonnes de poussée et est capable de lancer 81,6 tonnes sur une trajectoire interplanétaire.

### Saturn IB et V dans leurs configurations définitives
Lorsque le président Kennedy accède au pouvoir au début de 1961, les configurations du lanceur Saturn sont toujours en cours de discussion, reflétant l'incertitude sur les missions futures du lanceur. Toutefois, dès juillet 1960, Rocketdyne, sélectionné par la NASA, avait démarré les études sur le moteur J-2 consommant hydrogène et oxygène et d'une poussée de 89 tonnes retenu pour propulser les étages supérieurs. Le même motoriste travaillait depuis 1956, initialement à la demande de l'Armée de l'air, sur l'énorme moteur F-1 (690 tonnes de poussée) retenu pour le premier étage. Fin 1961, la configuration du lanceur lourd (C-5 futur Saturn V) est figée : le premier étage est propulsé par cinq F-1, le deuxième étage par cinq J-2 et le troisième par un J-2. L'énorme lanceur peut placer 113 tonnes en orbite basse et envoyer 41 tonnes vers la Lune. Deux modèles moins puissants doivent être utilisés durant la première phase du projet :
- la C-1 (ou Saturn I), utilisée pour tester des maquettes des vaisseaux Apollo, est constituée d'un premier étage propulsé par huit moteurs H-1 couronné d'un second étage propulsé par six RL-10 ;
- la C-1B (ou Saturn IB), chargée de qualifier les vaisseaux Apollo sur l'orbite terrestre, est constituée du 1er étage de la S-1 couronné du troisième étage de la C-5.

Fin 1962, le choix du scénario du rendez-vous en orbite lunaire (LOR) confirme le rôle du lanceur Saturn V et entraîne l'arrêt des études sur le lanceur Nova.
| Lanceur                                                         | Saturn I                                           | Saturn IB                                                         | Saturn V                                             |
| --------------------------------------------------------------- | -------------------------------------------------- | ----------------------------------------------------------------- | ---------------------------------------------------- |
| Charge utile en orbite basse (LEO) injection vers la Lune (TLI) | 9 t (LEO)                                          | 18,6 t (LEO)                                                      | 118 t (LEO) 47 t (TLI)                               |
| 1er étage                                                       | S-I (poussée 670 t.) 8 moteurs H-1 (LOX/Kérosène)  | S-IB (poussée 670 t.) 8 moteurs H-1 (LOX/Kérosène)                | S-IC (Poussée 3 402 t.) 5 moteurs F-1 (LOX/Kérosène) |
| 2e étage                                                        | S-IV (Poussée 40 t.) 6 RL-10 (LOX/LH2)             | S-IVB (Poussée 89 t.) 1 moteur J-2 (LOX/LH2)                      | S-II (Poussée 500 t.) 5 moteurs J-2 (LOX/LH2)        |
| 3e étage                                                        | -                                                  | -                                                                 | S-IVB (Poussée 100 t.) 1 moteur J-2 (LOX/LH2)        |
| Vols                                                            | 10 (1961-1965) Satellites Pegasus, maquette du CSM | 9 (1966-1975) Qualification CSM, relève Skylab, vol Apollo-Soyouz | 13 (1967-1973) missions lunaires et lancement Skylab |

## Développement
La mise au point du lanceur Saturn constitue un défi sans précédent sur le plan de la technique et de l'organisation : il fallait mettre au point un lanceur spatial dont le gigantisme générait des problèmes jamais rencontrés jusque-là, deux nouveaux moteurs innovants par leur puissance (F-1) ou leur technologie (J-2), des vaisseaux spatiaux d'une grande complexité avec une exigence de fiabilité élevée (probabilité de perte de l'équipage inférieure à 0,1 %) et un calendrier très tendu (huit ans entre le démarrage du programme Apollo et la date butoir fixée par le président Kennedy pour le premier atterrissage sur la Lune d'une mission habitée). Le programme a connu de nombreux déboires durant la phase de développement qui ont tous été résolus grâce à la mise à disposition de ressources financières exceptionnelles avec un point culminant en 1966 (5,5 % du budget fédéral alloué à la NASA), mais également une mobilisation des acteurs à tous les niveaux et la mise au point de méthodes organisationnelles (planification, gestion de crises, gestion de projet) qui ont fait école par la suite dans le monde de l'entreprise.
La mise au point du moteur F-1, d'architecture conventionnelle mais d'une puissance exceptionnelle (2,5 tonnes d'ergols brûlés par seconde) fut très longue à cause de problèmes d'instabilité au niveau de la chambre de combustion qui ne furent résolus qu'en combinant études empiriques (comme l'utilisation de petites charges explosives dans la chambre de combustion) et travaux de recherche fondamentale. Le deuxième étage de la fusée Saturn V, qui constituait déjà un tour de force technique du fait de la taille de son réservoir d'hydrogène, eut beaucoup de mal à faire face à la cure d'amaigrissement imposée par l'augmentation de la charge utile au fur et à mesure de son développement.
Les tests prennent une importance considérable dans le cadre du programme puisqu'ils représentent près de 50 % de la charge de travail totale. L'avancée de l'informatique permet pour la première fois dans un programme astronautique, de dérouler automatiquement la séquence des tests et l'enregistrement des mesures de centaines de paramètres (jusqu'à 1000 pour un étage de la fusée Saturn V) ce qui permet aux ingénieurs de se concentrer sur l'interprétation des résultats et réduit la durée des phases de qualification. Chaque étage de la fusée Saturn V subit ainsi quatre séquences de test : un test sur le site du constructeur, deux sur le site du MSFC, avec et sans mise à feu avec des séquences de test par sous-système puis répétition du compte à rebours et un test d'intégration enfin au centre spatial Kennedy une fois la fusée assemblée.

## Principaux acteurs

### Centre de vol spatial Marshall
Le centre de vol spatial Marshall (George C. Marshall Space Flight Center ou MSFC) est une ancienne installation de l'Armée de terre (Redstone Arsenal) située près de Huntsville dans l'Alabama transférée en 1960 à la NASA avec les spécialistes en majorité allemands de missiles balistiques dirigés par Wernher von Braun qui y travaillaient. Von Braun en restera le responsable jusqu'en 1970. Le centre est destiné à la conception et à la qualification des lanceurs de la famille Saturn. On y trouve des bancs d'essais, des bureaux d'étude et des installations d'assemblage. Les premiers exemplaires de la fusée Saturn I y sont construits avant que le reste de la production soit confié à l'industrie. Il emploiera jusqu'à 20 000 personnes,.

### Centre spatial Kennedy
Le centre spatial Kennedy (KSC), situé sur l'île Merritt en Floride, est le site d'où sont lancées les fusées géantes du programme Apollo. La NASA qui a besoin d'installations à l'échelle de la fusée Saturn V met en construction en 1963 cette nouvelle base de lancement qui jouxte celle de Cape Canaveral appartenant à l'Armée de l'Air américaine et d'où sont parties, jusqu'alors, toutes les missions habitées et les sondes spatiales de l'agence spatiale. Le centre effectue la qualification de la fusée assemblée (« all up ») et contrôle les opérations sur le lanceur jusqu'à son décollage. Il emploie en 1965 environ 20 000 personnes. Au cœur du centre spatial, le complexe de lancement 39 comporte deux aires de lancement et un immense bâtiment d'assemblage, le VAB (hauteur 140 mètres), dans lequel plusieurs fusées Saturn V peuvent être préparées en parallèle. Plusieurs plates-formes de lancement mobile permettent de transporter la fusée Saturn assemblée jusqu'au site de lancement. Le premier lancement depuis le nouveau terrain est celui d'Apollo 4 en 1967. Le complexe a été utilisé pour lancer la navette spatiale américaine,.

### Autres centres de la NASA
D'autres établissements de la NASA, jouent un rôle moins direct ou ne consacrent qu'une partie de leur activité au programme Apollo. En 1961, le centre spatial John C. Stennis est édifié dans l'État du Mississippi. Le nouveau centre dispose de bancs d'essais utilisés pour tester les moteurs-fusées développés pour le programme.

### Acteurs industriels
La division moteur Rocketdyne de North American fabrique les deux principaux moteurs-fusées les J-2 et F-1 dans l'usine de Canoga Park, tandis que sa division Espace construit le deuxième étage de la Saturn V à Seal Beach et le module de commande et de service Apollo à Downey. L'incendie du vaisseau Apollo 1 et de nombreux problèmes rencontrés dans le développement du programme entraînera la fusion de North American avec la société Rockwell Standard Corporation en 1967 ; le nouveau groupe développera dans les années 1970-1980 la navette spatiale américaine avant d'être absorbé en 1996 par Boeing. La société McDonnell Douglas construit le troisième étage de la Saturn V à Huntington Beach en Californie tandis que le premier étage est construit dans l'établissement de Michoud (Louisiane) de la NASA par la société Chrysler Corporation.

## Historique des vols du lanceur

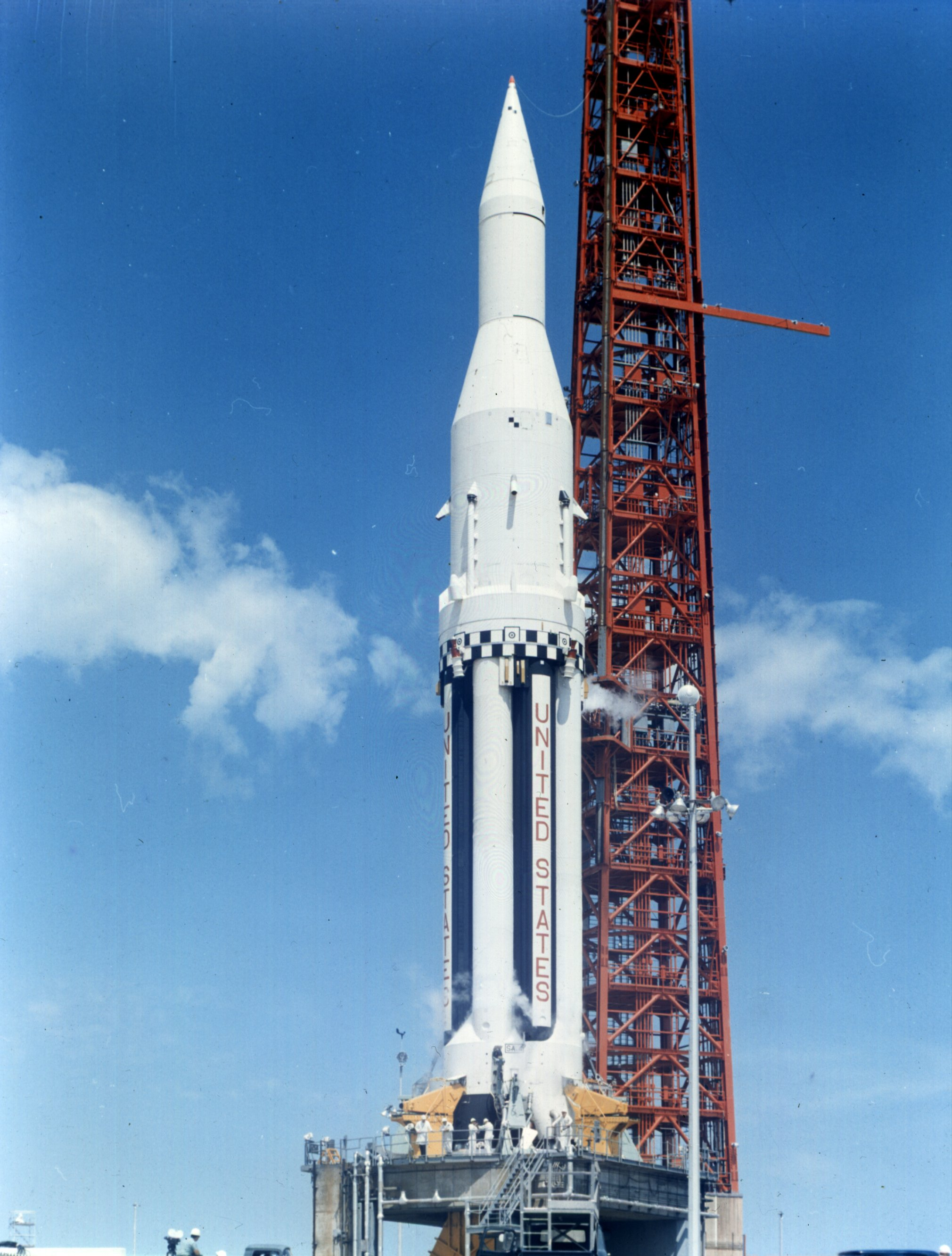
Saturn I SA-4 sur son pas de tir.

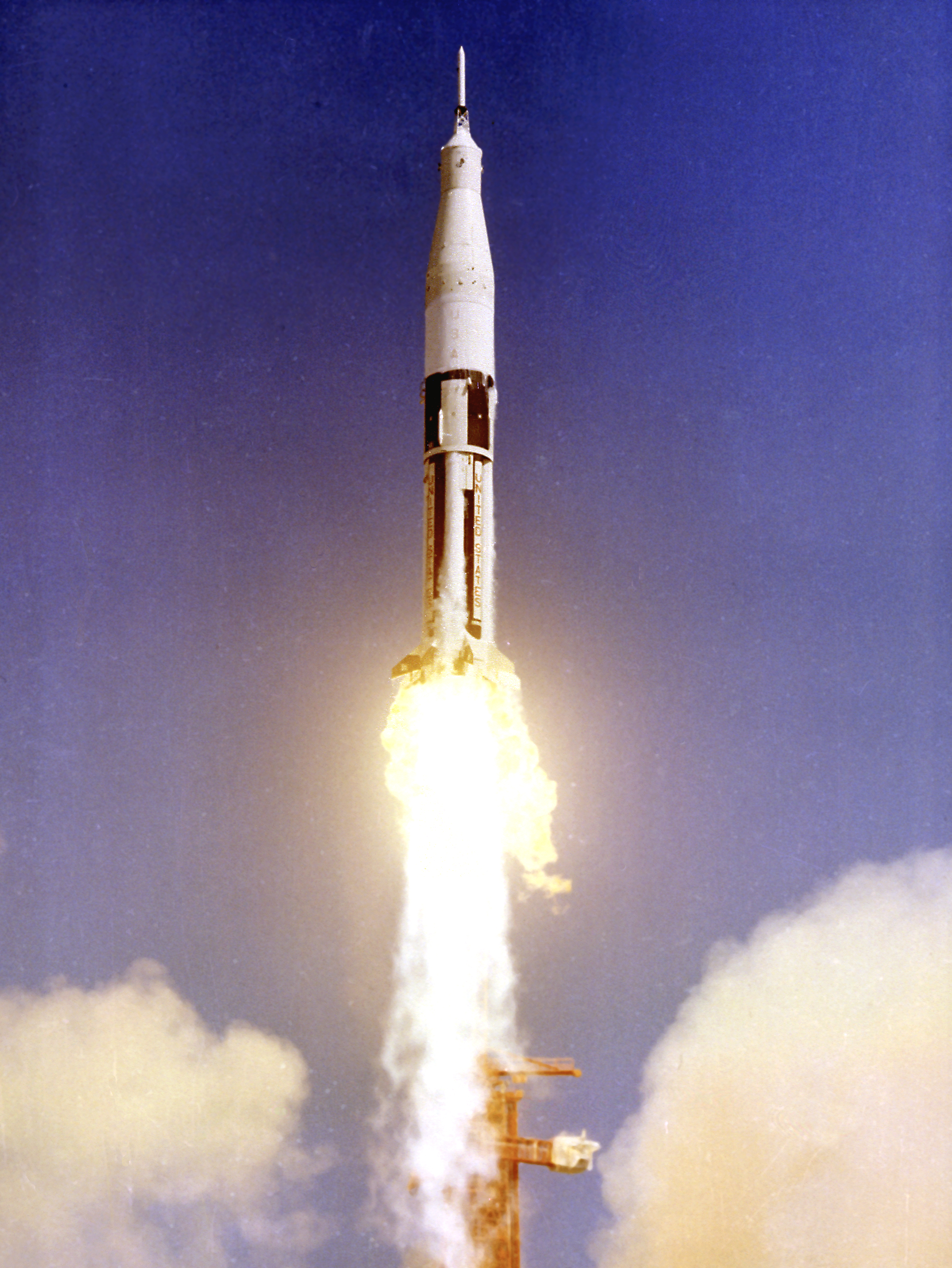
Lancement de la première Saturn IB SA-201.

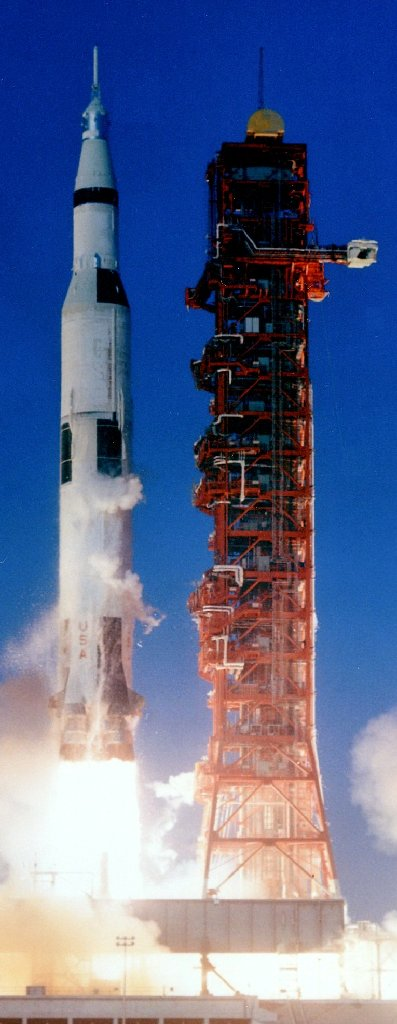
Lancement de Saturn V pour la mission Apollo 8.

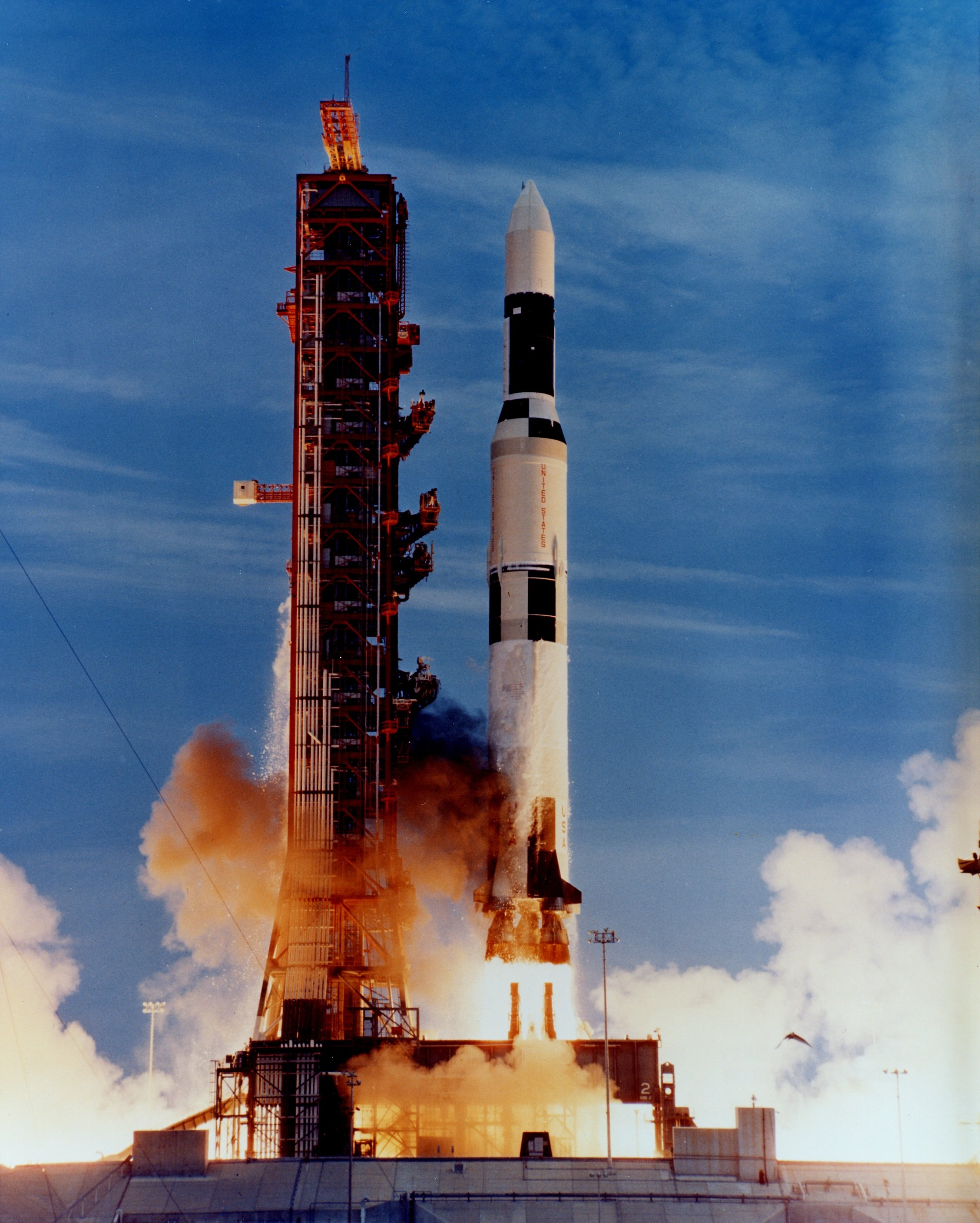
Une fusée Saturn V lance en 1973 la station spatiale Skylab.

### Vols de la fusée Saturn I
La fusée Saturn I (ou « Saturn C-1 ») avait été conçue alors que le cahier des charges du programme lunaire n'était pas encore figé. Sa capacité d'emport s'avéra finalement trop faible, même pour remplir les objectifs des premières phases du programme. Néanmoins, dix des douze fusées commandées furent construites et lancées, entre le 27 octobre 1961 et le 30 juillet 1965, dont six avec l'ensemble des étages. Aucun des composants de cette fusée ne fut réutilisé dans la suite du programme. Après cinq vols consacrés à la mise au point de la fusée (missions SA-1, SA-2, SA-3, SA-4 et SA-5), Saturn I fut utilisée pour lancer deux maquettes du vaisseau Apollo (missions SA-6 et SA-7) et placer trois satellites Pegasus en orbite (missions A-103, A-104 et A-105).

### Vols de la fusée Saturn IB
Les vols de la fusée Saturn IB permirent la mise au point du troisième étage de la fusée Saturn V (l'étage S-IVB dont le moteur consommait de l'hydrogène et de l'oxygène) et d'effectuer les premiers tests du vaisseau spatial Apollo :
- AS-201 (rétrospectivement et officieusement Apollo 1a) (26 février 1966), mission non habitée, premier essai du lanceur Saturn IB. C'est un vol purement balistique culminant à 450 km (sans mise en orbite) qui emporte un véritable vaisseau Apollo et non une maquette. Il permet de tester avec succès l'étage S-IVB qui sera réutilisé sur la fusée Saturn V, le moteur principal du vaisseau Apollo qui est mis à feu pour porter la vitesse à 8 km/s, ainsi que le bouclier thermique de la capsule Apollo durant la phase de rentrée atmosphérique ;
- AS-203 (rétrospectivement et officieusement Apollo 3) (5 juillet 1966), est une mission non habitée dont l'objectif est d'étudier le comportement de l'hydrogène et de l'oxygène liquide dans les réservoirs une fois la fusée placée en orbite[N 1]. La mission est un succès ;
- AS-202 (rétrospectivement et officieusement Apollo 2) (25 août 1966) est une mission non habitée. La fusée Saturn 1-B, comme dans le premier vol AS-201, lance sa charge utile sur une longue trajectoire balistique qui lui fait parcourir les trois-quarts du tour de la Terre. La mission doit permettre de tester le comportement du vaisseau Apollo et de la tour de sauvetage fournis dans des versions complètement opérationnelles.
- La mission Apollo 5 doit permettre de tester le module lunaire dans des conditions de vol réelles.

### Vols de la fusée Saturn V

#### Missions de qualification de la fusée Saturn V
Les déboires du vaisseau spatial Apollo permirent au programme de développement de la fusée géante Saturn V de rattraper son retard. Celle-ci avait en effet rencontré de nombreux problèmes touchant en particulier le deuxième étage (le S-II qui est encore aujourd'hui le plus gros étage à hydrogène jamais conçu) : excès de poids, phénomènes de vibration (effet pogo), etc. La mission Apollo 4 est le premier vol du lanceur géant Saturn V. Afin de recueillir un maximum d'informations sur le comportement de la fusée, 4 098 capteurs sont installés. Le premier lancement de Saturn V est un succès complet. Le fonctionnement de celui-ci peut être validé par ce vol. La mission Apollo 6 est une répétition plus complète d'Apollo 4. Le test est peu satisfaisant : deux des moteurs J-2 du 2e étage cessent prématurément de fonctionner ce qui est peut-être compensé par une durée de fonctionnement prolongée de l'étage. Alors que la fusée a été placée en orbite, l'unique moteur J-2 du 3ème étage refuse de se rallumer. En sollicitant le moteur du vaisseau Apollo, les équipes de la NASA parviennent malgré tout à effectuer les tests attendus. Malgré ces péripéties, la NASA estima que désormais la fusée Saturn V était qualifiée.

#### Vols habités préparatoires
Le premier vol habité n'a lieu qu'en octobre 1968 mais les missions destinées à valider le fonctionnement des différents composants du programme et à effectuer une répétition presque complète d'une mission lunaire, se succèdent rapidement. Quatre missions préparatoires d'Apollo 8 à Apollo 10 se déroulent sans anomalie majeure sur une période de 7 mois.

#### Missions lunaires
Les sept missions suivantes lancées entre 1969 et 1972 ont toutes pour objectifs de poser un équipage en différents points de la Lune, présentant un intérêt géologique. Apollo 11 est la première mission à remplir l'objectif fixé par le président Kennedy. Apollo 12 est une mission sans histoire, par contre Apollo 13, à la suite d'une explosion dans le module de service, frôle la catastrophe et doit renoncer à se poser sur la Lune. La NASA a modifié le modèle de module lunaire emporté par les missions à partir d'Apollo 15 pour répondre aux attentes des scientifiques : le séjour sur la Lune est prolongé grâce à des réserves de consommables plus importantes. Le module lunaire plus lourd transporte le rover lunaire qui accroît le rayon d'action des astronautes durant leurs sorties.

#### Missions post lunaires
L'annulation des missions Apollo 18 à 20 laisse trois fusées Saturn V inutilisées dont l'une permettra néanmoins de lancer la station spatiale Skylab. Les deux restantes sont aujourd'hui exposées au Johnson Space Center et au centre spatial Kennedy. Trois lanceurs Saturn 1B sont utilisés en 1973 pour lancer les équipages successifs de Skylab dans le cadre des missions Skylab 1, Skylab 2 et Skylab 3. Un quatrième exemplaire, conservé pour une mission de secours, ne sera pas utilisé et est aujourd'hui exposé au centre spatial Kennedy.
Une dernière fusée Saturn IB est utilisée pour le lancement de la mission Apollo-Soyouz qui emportait un vaisseau spatial Apollo (1975). Ce sera la dernière mission à utiliser un lanceur de la famille Saturn.